# Dust II
Dust II is een level uit de computerspelserie Counter-Strike en verscheen voor het eerst in maart 2001. Het level is ontworpen door David Johnston.

## Beschrijving
Dust II is de opvolger van Dust en is ook wel bekend onder de mapnaam "de_dust2". Johnston ontwierp het level met het oog op eenvoud en balans tussen de twee teams. Het level is aanwezig in alle spellen in de CS-serie en is het op twee na meest gespeelde level ooit in Counter-Strike. Naast grafische verbeteringen heeft het level enkele aanpassingen ondergaan. De grootste verandering kwam in het spel Counter-Strike: Global Offensive in oktober 2017.
Dust II bevindt zich in een woestijnachtige omgeving en is geïnspireerd door Marokko. Aan het begin van elke ronde worden spelers verdeeld in twee teams: terroristen en contra-terroristen. De terroristen krijgen een tijdslimiet om een bom te plaatsen en deze tot ontsteking te laten brengen. Hiervoor zijn twee aangewezen plekken in het level, A en B. De contra-terroristen moeten dit proberen te verhinderen.
Het level verscheen ook als imitatie in andere spellen, waaronder Far Cry 3, Far Cry 5, Crossfire en Cube 2: Sauerbraten.
Begin 2017 werd de map verwijderd uit de lijst van actieve levels in professioneel competitieverband. Hiervoor in de plaats kwam het level Anubis. Deze beslissing bleek controversieel en werd bekritiseerd door professionele spelers en leden in de CS-gemeenschap.